# Skam France/Belgique
Pour les articles homonymes, voir Skam.
Skam, intitulée Skam France ou Skam Belgique selon le pays de diffusion, est une série télévisée franco-belge adaptée de la série norvégienne Skam diffusée du 5 février 2018 au 7 juillet 2023 sur les plateformes web France.tv Slash et RTBF Auvio, à partir du 11 février 2018 sur La Trois et à partir du 25 février 2018 sur France 4.
Les quatre premières saisons reprennent le même scénario de la série originale, les huit suivantes sont inédites.

## Concept
Créée par Julie Andem, la série norvégienne Skam (« honte » en français) suit le quotidien de lycéens avec les problématiques modernes qui leur incombent, dans la veine de la série britannique Skins.
Chaque saison concentre son intrigue sur un personnage central (autour duquel gravitent des personnages principaux et d'autres récurrents) et un thème particulier. L’histoire d'Isak Valtersen, personnage central de la saison 3, fait décoller les audiences et porte la série à l'international. La chaîne norvégienne NRK P3 répond alors favorablement aux demandes de remakes. En 2017, la France (associée avec la Belgique), puis les États-Unis, l’Allemagne, l’Italie, l’Espagne et les Pays-Bas annoncent la production de leur Skam respectif.
Le 5 février 2018, la première séquence du premier épisode de Skam France/Belgique est diffusée sur France.tv Slash et RTBF Auvio. La diffusion sur La Trois commence le 11 février 2018.
Chaque adaptation étrangère de la série norvégienne originale garde une trame similaire. De même pour les personnages, même si leur nom et quelques détails varient. Ainsi, la première saison de la version franco-belge est centrée sur Emma Borgès (analogue d'Eva Kviig Mohn dans la série norvégienne) et l'acceptation de soi, la deuxième sur Manon Demissy (analogue de Noora Amalie Sætre) et le cyberharcèlement, la troisième sur Lucas Lallemant (analogue d'Isak Valtersen) et l’homosexualité, le coming out et la bipolarité, la quatrième sur Imane Bakhellal (analogue de Sana Bakkoush) et la foi (la première saison n’a pas de thème précis mais aborde quelques sujets comme la contraception, la dépression, ou encore l’affirmation de soi). Les cinquième et sixième saisons sont quant à elles des créations originales propres à l'adaptation française, la version originale s'étant arrêtée à la quatrième saison. La cinquième saison est alors centrée sur Arthur Broussard (analogue de Mahdi Disi) et sur l'impuissance face à la toxicité des adultes et au handicap invisible (surdité en l’occurrence), quand la sixième saison se centre sur le personnage de Lola Lecomte, sœur de Daphné Lecomte, et sur les problèmes d'addiction et d'autodestruction. Lola Lecomte est un personnage inédit de la production française. La septième saison est centrée sur le personnage de Tiffany Prigent et sur le déni de grossesse. La huitième se concentre sur le personnage de Bilal Cherif et sur la précarité. La neuvième saison est centrée sur le personnage de Maya Etienne et sur la rupture amoureuse. La dixième saison est centrée sur le personnage de Anaïs Rocha et sur le viol et le féminisme. La onzième saison est centrée sur le personnage de Rym Brahimi et la délinquance ainsi que sur les adolescents placés en foyer d'accueil. La douzième et dernière saison quant à elle, ce concentre sur le personnage de Maël Le Gall et sur l'asexualité.

## Distribution

### Personnages principaux
| Acteur                 | Personnage                | Analogue norvégien       | Personnage par saison | Personnage par saison | Personnage par saison | Personnage par saison | Personnage par saison | Personnage par saison | Personnage par saison | Personnage par saison | Personnage par saison | Personnage par saison | Personnage par saison | Personnage par saison |
| Acteur                 | Personnage                | Analogue norvégien       | 1                     | 2                     | 3                     | 4                     | 5                     | 6                     | 7                     | 8                     | 9                     | 10                    | 11                    | 12                    |
| ---------------------- | ------------------------- | ------------------------ | --------------------- | --------------------- | --------------------- | --------------------- | --------------------- | --------------------- | --------------------- | --------------------- | --------------------- | --------------------- | --------------------- | --------------------- |
| Personnages centraux   |                           |                          |                       |                       |                       |                       |                       |                       |                       |                       |                       |                       |                       |                       |
| Philippine Stindel     | Emma Borgès               | Eva Kviig Mohn (no)      | centrale              | principale            | principale            | principale            | principale            | récurrente            | invitée               | invitée               |                       |                       |                       |                       |
| Marilyn Lima           | Manon Demissy             | Noora Amalie Sætre (no)  | principale            | centrale              | principale            | principale            |                       | invitée               |                       |                       |                       |                       |                       |                       |
| Axel Auriant           | Lucas Lallemant           | Isak Valtersen (no)      | principal             | récurrent             | central               | principal             | principal             | récurrent             |                       |                       |                       |                       |                       |                       |
| Assa Sylla             | Imane Bakhellal           | Sana Bakkoush (no)       | principale            | principale            | principale            | centrale              | principal             | récurrente            |                       |                       |                       |                       |                       |                       |
| Robin Migné            | Arthur Broussard          | Mahdi Disi               |                       |                       | principal             | récurrent             | central               | récurrent             | invité                |                       |                       |                       |                       |                       |
| Flavie Delangle        | Lola Lecomte              | -                        |                       |                       |                       |                       | invitée               | centrale              | principale            | principale            | principale            | principale            |                       |                       |
| Lucie Fagedet          | Tiffany Prigent           | -                        |                       |                       |                       |                       |                       | récurrente            | centrale              | principal             | principal             | principal             |                       |                       |
| Khalil Ben Gharbia     | Bilal Cherif              | -                        |                       |                       |                       |                       |                       |                       | principal             | central               | principal             | récurrent             |                       |                       |
| Ayumi Roux             | Maya Etienne              | -                        |                       |                       |                       |                       |                       | principale            | principale            | principale            | centrale              | principale            |                       |                       |
| Zoé Garcia             | Anaïs Rocha               | -                        |                       |                       |                       |                       |                       | invitée               | principale            | récurrente            | principale            | centrale              |                       |                       |
| Carla Souary           | Rym Brahimi               | -                        |                       |                       |                       |                       |                       |                       |                       |                       |                       |                       | centrale              | principale            |
| Miguel Vander Linden   | Maël Le Gall              | -                        |                       |                       |                       |                       |                       |                       |                       |                       |                       |                       | principal             | central               |
| Personnages principaux |                           |                          |                       |                       |                       |                       |                       |                       |                       |                       |                       |                       |                       |                       |
| Lula Cotton-Frapier    | Daphné Lecomte            | Vilde Hellerud Lien      | principale            | principale            | principale            | principale            | principale            | principale            |                       |                       |                       |                       |                       |                       |
| Coline Preher          | Alexia « Alex » Martineau | Christina « Chris » Berg | principale            | principale            | principale            | principale            | principale            | récurrente            |                       |                       |                       |                       |                       |                       |
| Léo Daudin             | Yann Cazas                | Jonas Noah Vasquez       | principal             | récurrent             | principal             | récurrent             | principal             | récurrent             | invité                |                       |                       |                       |                       |                       |
| Michel Biel            | Charles Munier            | William Magnuson         | récurrent             | principal             |                       | récurrent             |                       | invité                |                       |                       |                       |                       |                       |                       |
| Zoé Marchal            | Ingrid Spielman           | Ingrid Theis Gaupseth    | récurrente            | invitée               |                       | principale            |                       |                       |                       |                       |                       |                       |                       |                       |
| Édouard Eftimakis      | Mickaël Dolleron          | Eskild Tryggvasson       |                       | principal             | principal             | récurrent             | récurrent             |                       |                       |                       |                       |                       |                       |                       |
| Paul Scarfoglio        | Basile Savary             | Magnus Fossbakken        |                       |                       | principal             | principal             | principal             | principal             | récurrent             |                       |                       |                       |                       |                       |
| Maxence Danet-Fauvel   | Eliott Demaury            | Even Bech Næsheim        |                       |                       | principal             | récurrent             | récurrent             | principal             |                       |                       | invité                |                       |                       |                       |
| Laïs Salameh           | Sofiane Alaoui            | Yousef Acar              |                       |                       |                       | principal             | récurrent             | invité                |                       |                       |                       |                       |                       |                       |
| Moussa Sylla           | Idriss Bakhellal          | Elias Bakkoush           |                       |                       |                       | principal             |                       |                       |                       |                       |                       |                       |                       |                       |
| Winona Guyon           | Noée Daucet               | -                        |                       |                       |                       |                       | principale            |                       | invitée               |                       |                       |                       |                       |                       |
| Louise Malek           | Jo Benezra                | -                        |                       |                       |                       |                       |                       | principale            | principale            | principale            | principale            | principale            |                       |                       |
| Sohan Pague            | Max Bernini               | -                        |                       |                       |                       |                       |                       | principal             | principal             | principal             | principal             | principal             |                       |                       |
| Charlie Loiselier      | Louise                    | -                        |                       |                       |                       |                       |                       | invitée               | principale            | récurrente            |                       |                       |                       |                       |
| Abdallah Charki        | Redouane Bedia            | -                        |                       |                       |                       |                       |                       |                       | principal             | principal             | principal             | principal             |                       |                       |
| Daouda Keita           | Aurélien                  | -                        |                       |                       |                       |                       |                       |                       | principal             |                       |                       |                       |                       |                       |
| Louai El Amrousy       | Zakaria Cherif            | -                        |                       |                       |                       |                       |                       |                       | invité                | principal             |                       |                       |                       |                       |
| Nathan Japy            | Hugo Régnier              | -                        |                       |                       |                       |                       |                       |                       |                       |                       | récurrent             | principal             |                       |                       |
| Jade Perdri            | Sasha Pudlowski           | -                        |                       |                       |                       |                       |                       |                       |                       |                       | récurrente            | principal             |                       |                       |
| Alma Schmitt           | Cléo                      | -                        |                       |                       |                       |                       |                       |                       |                       |                       |                       |                       | principal             | principal             |
| N’Landu Lubansu        | Yanis Toussaint           | -                        |                       |                       |                       |                       |                       |                       |                       |                       |                       |                       | principal             | principal             |
| Romane Parc            | Jade Miller               | -                        |                       |                       |                       |                       |                       |                       |                       |                       |                       |                       | principale            | principale            |
| Victor Kervern         | Félix                     | -                        |                       |                       |                       |                       |                       |                       |                       |                       |                       |                       | principal             | principal             |
| Margot Heckmann        | Lisa Meniel               | -                        |                       |                       |                       |                       |                       |                       |                       |                       |                       |                       | récurrente            | principale            |
| Amalia Blasco          | Léonie                    | -                        |                       |                       |                       |                       |                       |                       |                       |                       |                       |                       | récurrente            | principale            |
| Luc Sitbon             | Pablo                     | -                        |                       |                       |                       |                       |                       |                       |                       |                       |                       |                       | récurrent             | principal             |

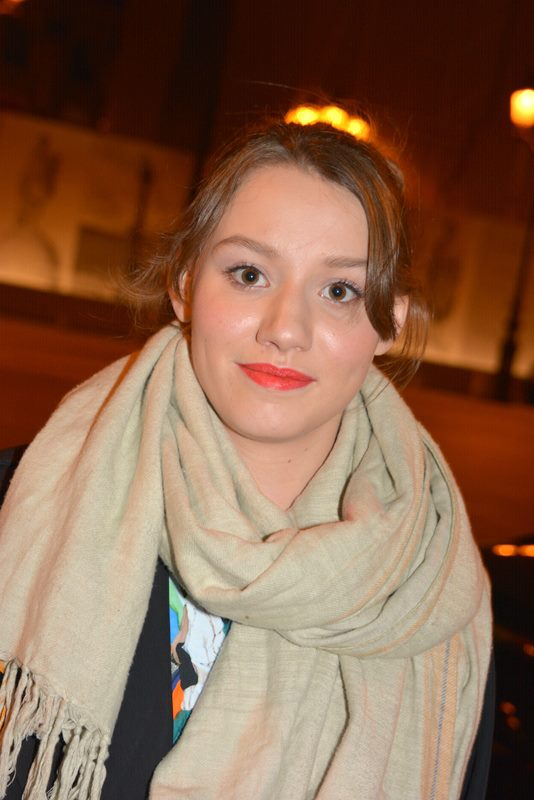
Philippine Stindel, qui incarne Emma Borgès
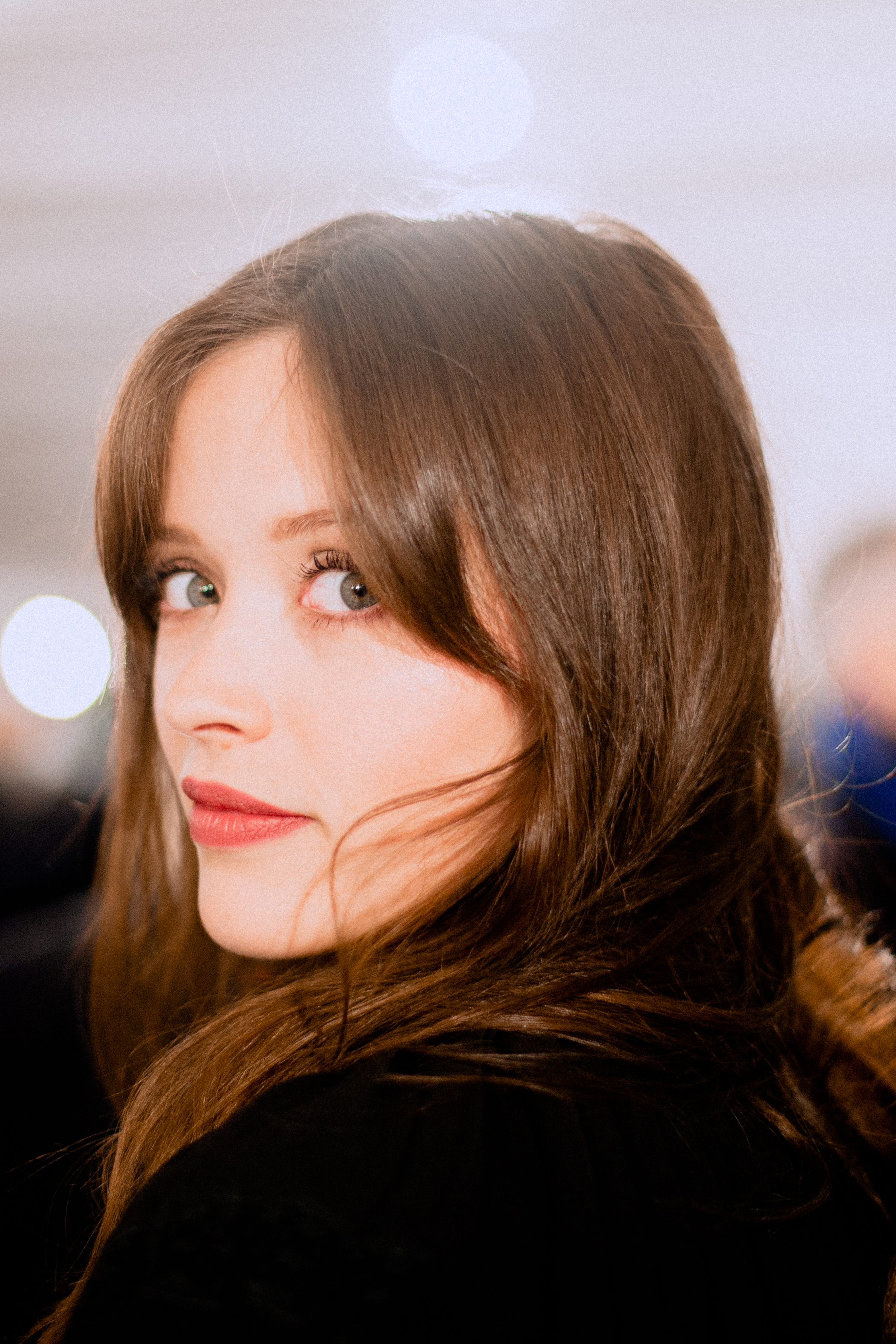
Marilyn Lima, qui incarne Manon Demissy
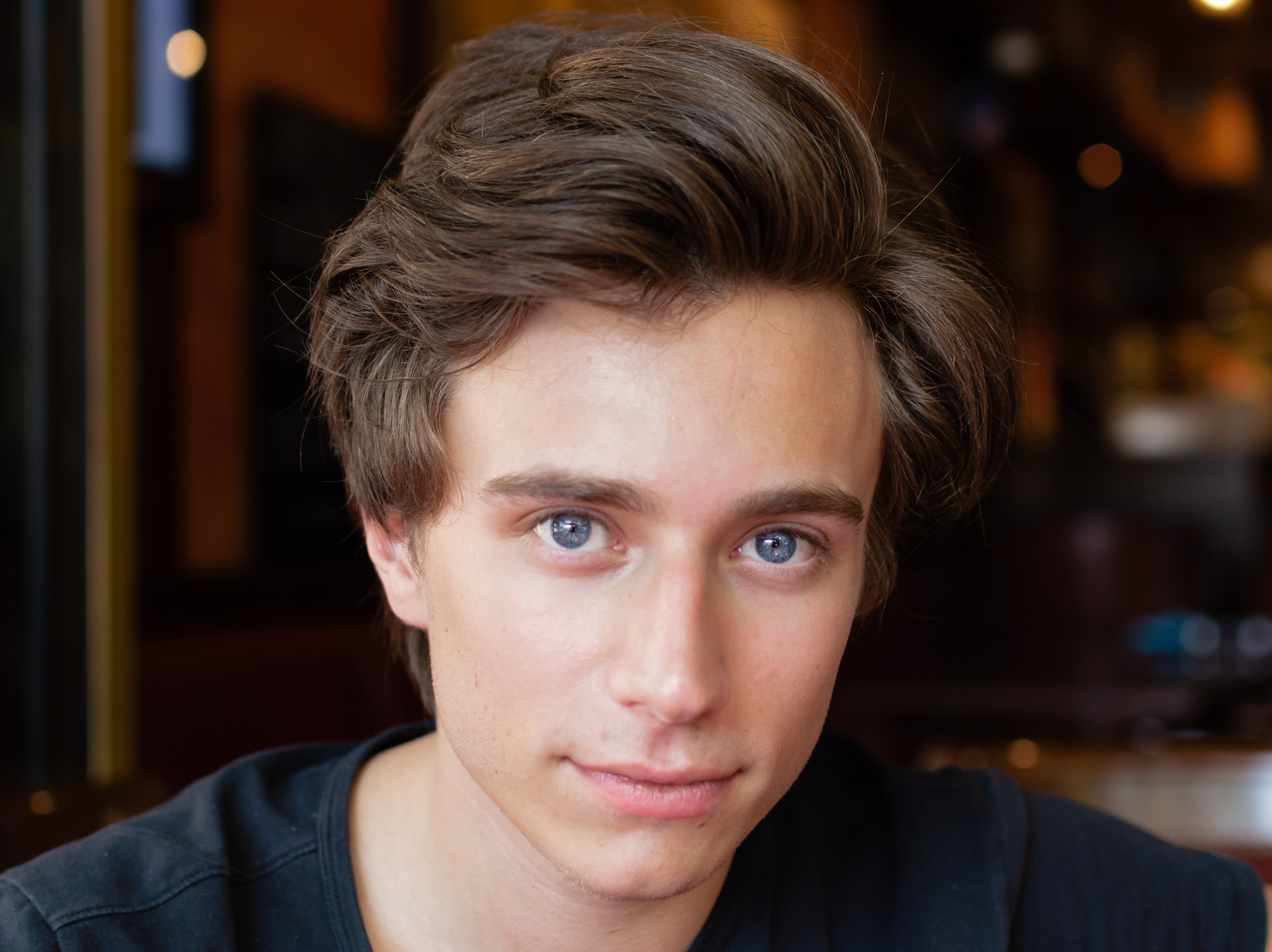
Axel Auriant, qui incarne Lucas Lallemant
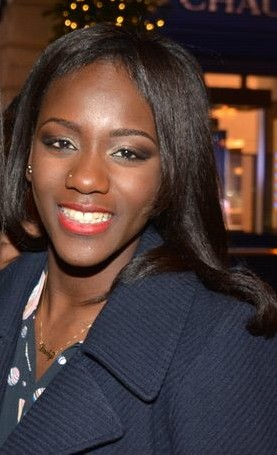
Assa Sylla, qui incarne Imane Bakhellal
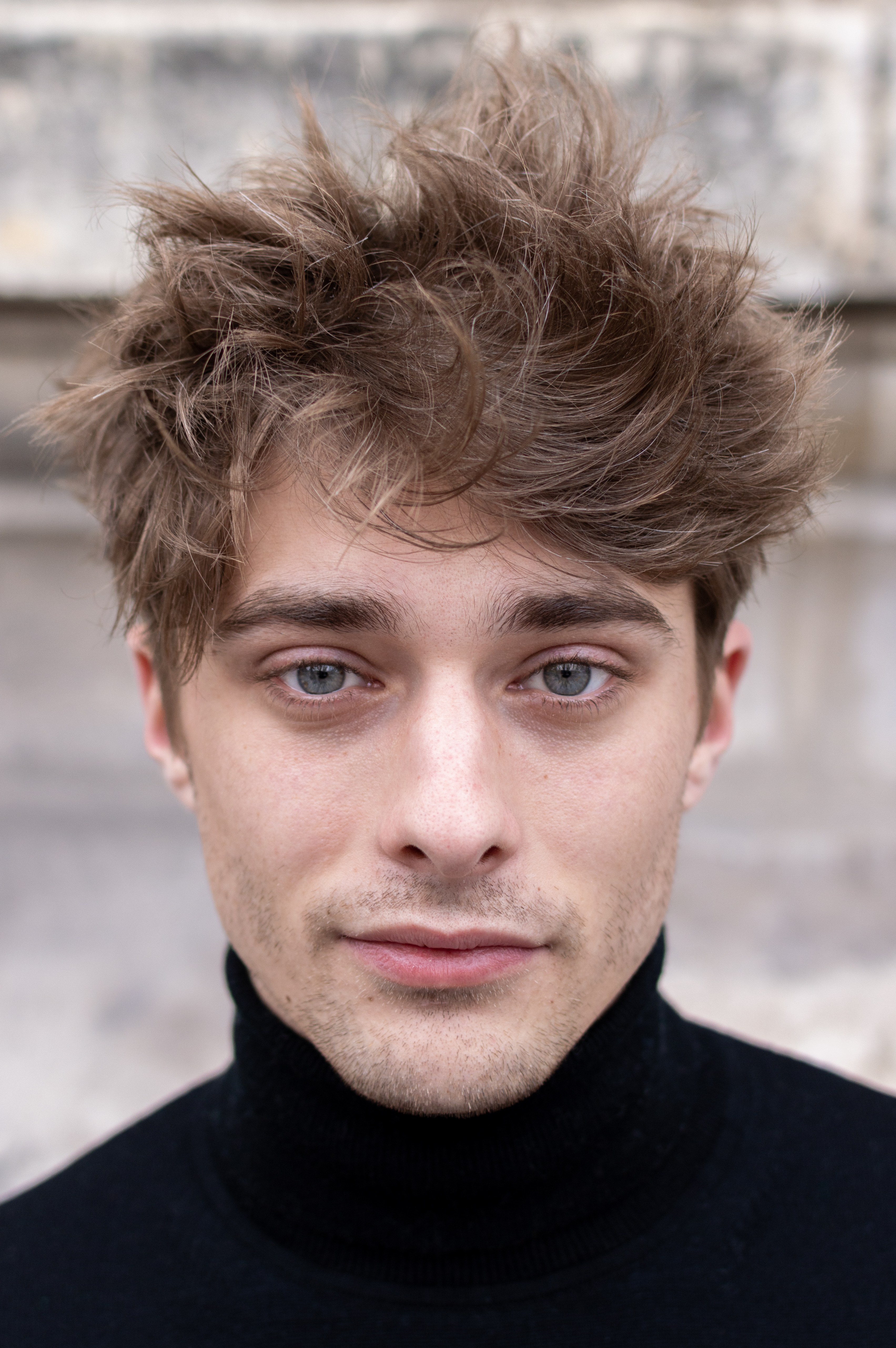
Maxence Danet-Fauvel, qui incarne Eliott Demaury
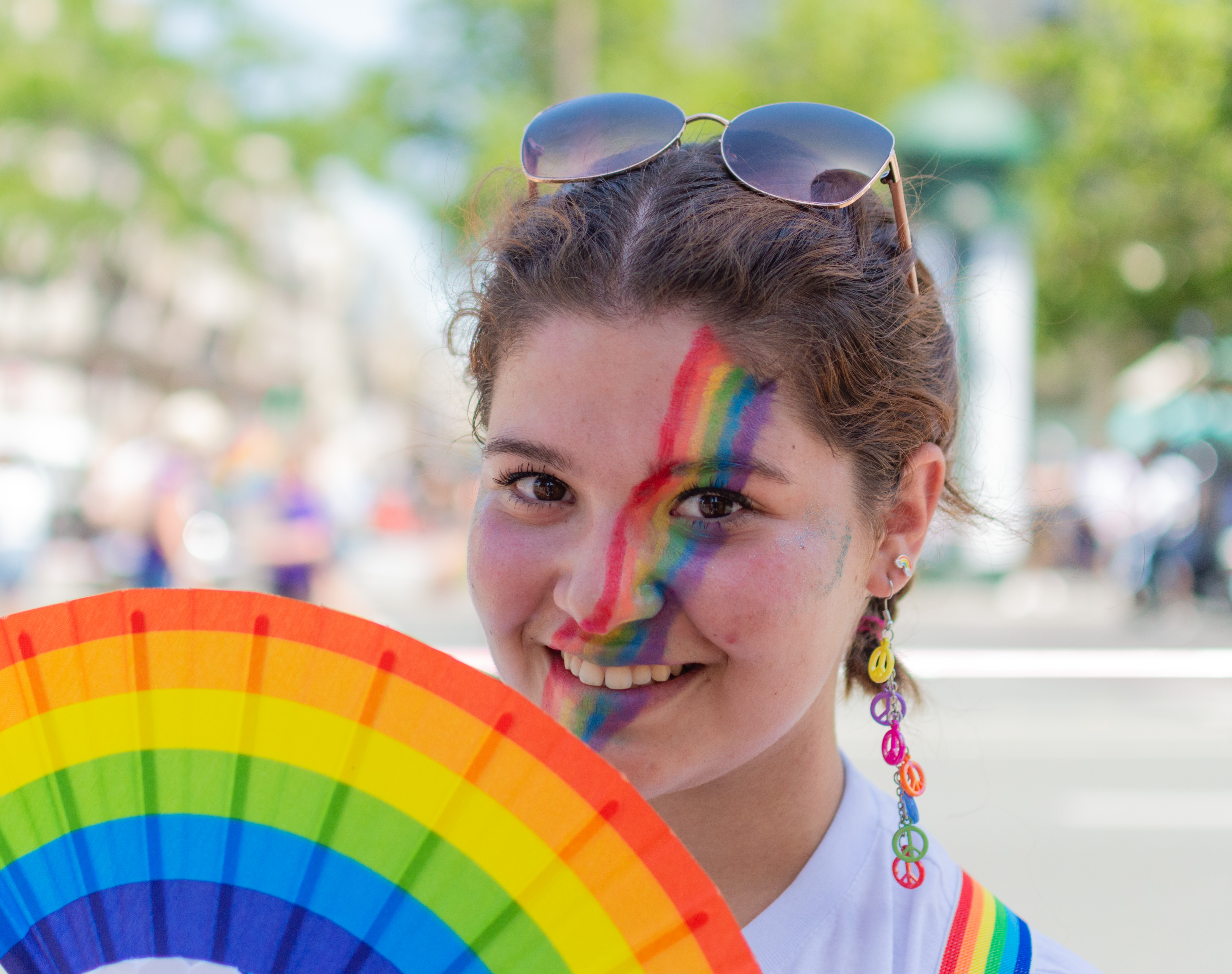
Coline Preher, qui incarne Alexia  Martineau
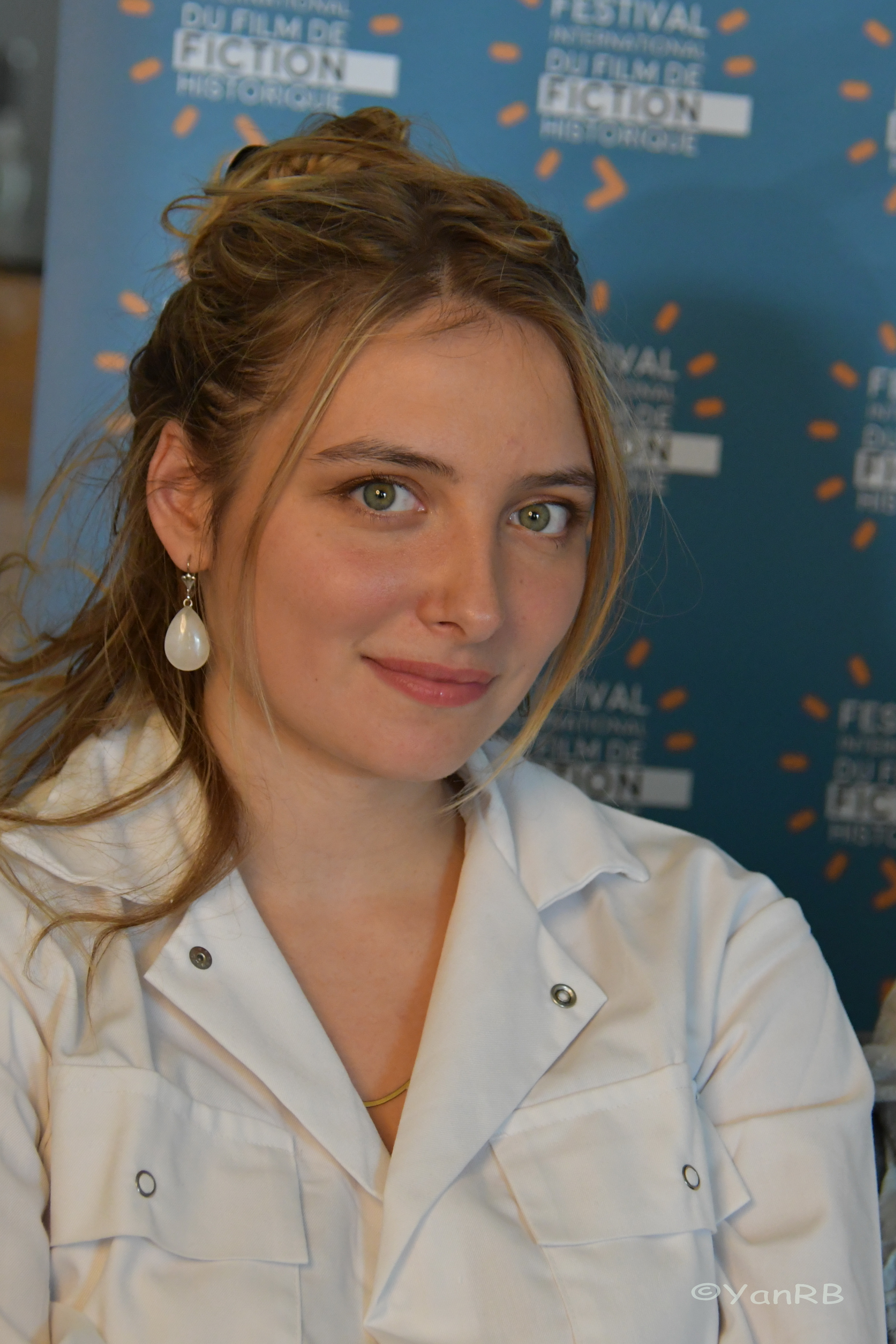
Lula Cotton Frapier, qui incarne Daphné Lecomte

### Personnages récurrents et invités
- Julie Nguyen : Sarah Bui (récurrente saison 1, invitée saison 2, analogue de Sara Nørstelien dans la série norvégienne[8])
- Raphaëlle Amar : Camille (récurrente saison 1, invitée saison 2, analogue d'Iben dans la série norvégienne[9])
- Olivia Côte : infirmière du lycée (invitée saisons 1, 3 à 10)
- Pierre Lewest : Tom (invité saison 1, analogue d'Elias dans la série norvégienne[9])
- Isabelle Desplantes : mère d'Emma (invitée saison 1)
- Charlotte Hoepffner : Océane (invitée saison 1)
- Mikaël Halimi : Igor (invité saison 1)
- Manon Gaurin : Anaïs (invitée saison 1)
- Théo Christine : Alexandre « Alex » Delano (récurrent saisons 1 à 4, analogue de Christoffer « Penetrator Chris » Schistad dans la série norvégienne[8])
- Aliénor Barré : Lisa (récurrente saisons 2 à 5, analogue de Linn Larsen Hansen dans la série norvégienne[8])
- Sabrina Ould Hammouda : Marie (récurrente saison 2, analogue de Mari Aspeflaten dans la série norvégienne[9])
- Roberto Calvet : Nicolas Munier (récurrent saison 2, analogue de Nikolai Magnusson dans la série norvégienne[9])
- Victor Le Blond : Romain (invité saisons 2 et 3, analogue de Kasper Folkestad dans la série norvégienne[9])
- Alexis Regnat : Fêtard (invité saisons 2 et 5)
- Anne-Sophie Soldaïni : Chloé Farge-Jeanson (récurrente saison 3, invitée saison 4, analogue de Emma W. Larzen dans la série norvégienne)
- Emma Bazin : Maria (récurrente saison 3)
- Lola Fellouzis : Lucille (récurrente saison 3, analogue de Sonja dans la série norvégienne[8])
- Tom Renotte : Jérémy (invité saison 3)
- Estelle Fitz : Clara (invitée saison 3)
- Alain Bouzigues : proviseur (invité saisons 3, 6 à 10, récurrent saison 5)
- Brigitte Buc : mère de Lucas (invitée saison 3)
- Nader Boussandel : le vendeur( saison 3, épisode 6)
- Bibi Tanga : père d'Imane (récurrent saison 4)
- Gigi Ledron : mère d'Imane (récurrente saison 4)
- Soumaye Bocoum : Lamia (récurrente saison 4, analogue de Jamilla Bikarim dans la série norvégienne[9])
- Miveck Pacja : Binta (récurrente saison 4)
- Julie Tatukila : Marième (récurrente saisons 4 et 5)
- Sandrine Salyères : Jamila (invitée saison 4)
- Julie Boulanger : Diane (invitée saison 4)
- Paul Flouret : Corentin (invité saison 4)
- Adrien Pelon : Maxime (invité saison 4)
- Amaury de Crayencour : professeur d'éducation civique (invité saison 4)
- Annie-Laure Perez : professeure d'espagnol (invité saison 4)
- Caroline Tillette : professeure de SVT (invité saisons 4 et 5)
- François Frapier : prêtre (invité saison 3)
- Julien Farrugia : professeur de français (invité saisons 4 et 5)
- Kassandra Ndoumbe : Suzanne (invité saison 4)
- Lucille Guillaume : Ana (invité saison 4)
- Mickaël Lumière : Julien (invité saison 4)
- Raphaël Magnabosco : réalisateur clip Corentin (invité saison 4)
- Scotty Bernard : ami d'Idriss (invité saison 4)
- Soundos Mosbah : Inès (invité saison 4)
- Anne Bouvier : Carole Broussard, mère d'Arthur (récurrente saison 5)
- François Feroleto : Patrick Broussard, père d'Arthur (récurrent saison 5)
- Lucas Wild : Camille (récurrent saison 5)
- Mathias Raumel : Melchior (récurrent saison 5)
- Alice Metais : Laura (récurrente saison 5)
- Quentin Nanou : Sekou (récurrent saison 6)
- Régis Romele : père de Daphné et de Lola (récurrent saison 6, invité saison 9)
- Nicolas Grandhomme : Psy (invité saison 6)
- Luigi Kröner : Paul (invité saison 6)
- Isma Kebe : Kévin (invité saison 6)
- Mael Cordier : Aymeric (invité saison 6)
- Pepita Bauchy : Char (invité saison 6)
- Benjamin Egner : Jean Le Govello (invité saison 6)
- Vahina Giocante : Céline Prigent (récurrente saison 7)
- Alexis Loret : Constantin Prigent (récurrent saison 7)
- Lola Heude : puéricultrice (récurrente saison 7)
- Lisa Do Couto Teixeira : Judith (récurrente saison 7)
- Vincent Rialet : Mathéo (invité saison 7, récurrent saison 8)
- Alika Del Sol : Adila Cherif (récurrente saison 8)
- Laurence Oltuski : Sandra Benezra (invitée saison 8)
- Jean Patrick Delgado : Alain Benezra (invité saison 8)
- Élia-Carmine Robbe : Lili Benezra (invitée saison 8)
- Monique Cardo Flores : Suzanne Etienne (récurrente saison 9)
- Mayeul Durand : Yann (récurrent saison 9)
- Loryn Nounay : Éléonore (invitée saison 9)
- Angèle Marc : June (récurrente saison 9)
- Magaly Berdy : proviseure Toussaint (récurrente saison 11 et 12)
- Martin Darondeau : Emilien (récurrent saison 11 et 12)
- Léo Chalié : Inès (récurrente saison 11)
- Sofia Elabassi : Naïma Brahimi (récurrente saison 11)
- Elsa Pasquier : Sophie (récurrente saison 11)
- David Saada : Florian (récurrent saison 11)
- Leina Djema : Zélie (invitée saison 11)
- Karina Marimon : Aude Le Gall (récurrente saison 12)
- Olivier Bas : Eric Le Gall (récurrent saison 12)

## Production

### Tournage
Le tournage des deux premières saisons a débuté en octobre et s’est terminé en décembre 2017.
Le tournage des saisons 3 et 4 est terminé fin 2018.
Le tournage des saisons 5 et 6 a lieu à la fin de l’année 2019.
Le tournage des saisons 7 et 8 a lieu à partir de novembre 2020.
Concernant les tournages, Sened Dhab, directeur de la fiction numérique de France Télévisions, précise dans un article publié par Le Parisien : « tourner les saisons par deux, ça fait partie de la formule d'équilibre financier de Skam ».

### Fiche technique
Sauf indication contraire, les informations mentionnées dans cette section peuvent être confirmées par les bases de données cinématographiques IMDb et Allociné,  présentes dans la section « Liens externes ».
- Titre : Skam France / Belgique
- Création : Julie Andem
- Réalisation : David Hourrègue[12] (saisons 1 à 6), Shirley Monsarrat (saisons 7 à 10), Manon Gaurin (saisons 11 et 12)
- Adaptation : Cyril Tysz, Clémence Lebatteux, Karen Guillorel, Julien Capron
- Scénario : Niels Rahou (saisons 3, 4, 5 et 6 [13],[14]), Clémence Lebatteux, Marine Josset, Fanny Talmone
- Direction de collection : Niels Rahou (saisons 3, 4, 5 et 6[13],[14],[15])
- Décors : Edwige Le Carquet
- Costumes : Élodie Mard-Pasqualini
- Photographie : Xavier Dolléans
- Montage : Jérémy Pitard, Adrien Pallatier et Yannick Grassi
- Éditeur son : Jean-François Viguié
- Ingénieur du son : Benjamin Cabaj
- Musique : Christian Wibe (en)
- Production : Gétévé Productions (Banijay Studios France), AT-Production, RTBF, France Télévisions, TV5 Monde
- Sociétés de production : France Télévisions[16]
- Pays d'origine :  France,  Belgique
- Langue originale : français
- Format : couleur
- Genre : teen drama

### Renouvellement
Initialement prévue pour 2 saisons, la série a été renouvelée pour 2 saisons supplémentaires le 6 juin 2018 ; il a aussi été confirmé que l’adaptation s’éloignerait de la série originale. La quatrième saison est diffusée sur la plateforme web France.tv Slash à partir du 5 avril 2019, à partir du 7 avril 2019 sur La Trois et à partir du 7 avril 2019 sur France 4.
Après de longues négociations, la plateforme France.tv Slash annonce le 12 juin 2019 le renouvellement de Skam France pour une cinquième saison, centrée sur le personnage d'Arthur. Skam France devient ainsi la première adaptation de la série norvégienne à dépasser les quatre saisons initiales. Cette saison est centrée sur le personnage d'Arthur Broussard (analogue de Mahdi Disi).
Le 13 septembre 2019, une sixième saison est annoncée. Elle est centrée sur le personnage de Lola Lecomte, la sœur cadette de Daphné.
Bien qu'évoqué brièvement en fin de la saison 5, le renouvellement de la série pour une saison 7 et une saison 8 est confirmé officiellement le 11 juin 2020 sur le compte Twitter de France.tv Slash.
Après plusieurs mois sans nouvelles, France.tv Slash annonce le renouvellement de la série pour une saison 9 et une saison 10 le 18 décembre 2021 sur son compte Twitter.
Le 22 février 2023, France.tv Slash annonce le renouvellement de la série pour une saison 11 avec un nouveau casting, diffusée à partir du 10 mars 2023. Elle est immédiatement suivie d'une saison 12 à partir du 12 mai 2023.

## Épisodes

### Première saison (2018)
La première saison est composée de neuf épisodes. Elle est centrée sur le personnage d'Emma Borgès (Philippine Stindel) et de sa relation avec Yann Cazas (Léo Daudin), ainsi que du harcèlement scolaire et cyberharcèlement.
1. Seule au monde
2. Ajouter un ami
3. Un plan béton
4. Passage à l’acte
5. Question de confiance
6. Conséquences
7. Quel genre de fille es-tu ?
8. Girl Power
9. Tous ensemble

### Deuxième saison (2018)
La deuxième saison est composée de treize épisodes. Elle est centrée sur le personnage de Manon Demissy (Marilyn Lima) et sa relation avec Charles Munier (Michel Biel).
1. Laisse Daphné tranquille
2. Et laisse-moi aussi
3. Se rapprocher
4. Une nuit d'enfer
5. Tu penses qu'à toi
6. Élément perturbateur
7. Tu jures que tu bouges pas
8. T'es juste trop naïve
9. Les Jours d'après
10. Jamais sortir du lit
11. Menacée
12. Psychotage
13. À jamais jeunes

### Troisième saison (2019)
La troisième saison est composée de dix épisodes. Elle est centrée sur le personnage de Lucas Lallemant (Axel Auriant) et de son homosexualité après l’arrivée d'un nouvel élève, Eliott Demaury (Maxence Danet-Fauvel) qui est atteint de trouble bipolaire.
1. Je crois que je suis amoureux
2. La Curiosité
3. Infiltration
4. Le garçon qui avait peur du noir
5. Au même moment à l'autre bout de l'univers
6. Insomnie
7. Assumer
8. Coup de tête
9. Les Gens sont comme ils sont
10. Minute par minute

### Quatrième saison (2019)
La quatrième saison est composée de dix épisodes. Elle est centrée sur le personnage d'Imane Bakhellal (Assa Sylla) et la question du rapport à la foi et du racisme. C’est la première fois qu’une série française a pour héroïne une femme noire et musulmane.
1. Je te fais confiance
2. Juste toi et moi
3. (Presque) parfait
4. Un peu seule parfois
5. Friendzone
6. La Nature humaine
7. Mauvaise Stratégie
8. Seule
9. Mes Looseuses préférées
10. Le Jour de l’Aïd

### Cinquième saison (2020)
La cinquième saison est composée de dix épisodes. Elle est centrée sur le personnage d'Arthur Broussard (Robin Migné) et l'impuissance face à la toxicité des adultes et du handicap invisible, dont la surdité.
1. Le Début de la fin
2. En silence
3. Tête de con
4. Rien ne change
5. Le Temps de s'habituer
6. Entre potes
7. La Sourd-Valentin
8. Faire un choix
9. Rapports de force
10. Plus jamais pareil

### Sixième saison (2020)
La sixième saison est composée de dix épisodes. Elle est centrée sur le personnage de Lola Lecomte (Flavie Delangle) et des problèmes d'addiction mais surtout, de façon plus large, d'autodestruction.
1. Presque parfaite
2. La Mif
3. L'Une pour l'autre
4. La Descente
5. Un, deux, trois
6. Un grand vide
7. Mise au point
8. Virage
9. La Rechute
10. L'Ombre et la Lumière

### Septième saison (2021)
La septième saison est composée de dix épisodes. Elle est centrée sur le personnage de Tiffany Prigent (Lucie Fagedet) et du déni de grossesse.
1. Une autre vie
2. Comme avant
3. Au pied du mur
4. Page blanche
5. La Famille
6. Un lien fort
7. La Peur au ventre
8. Choisir sa vie
9. Princesse en détresse
10. Le Village

### Huitième saison (2021)
La huitième saison est composée de dix épisodes. Dans un premier temps, elle est centrée sur le personnage de Bilal Cherif (Khalil Ben Gharbia) et de la précarité. Dans un second temps, elle est centrée sur Jo Benezra (Louise Malek) et de la séropositivité au VIH.
1. Sur le fil
2. Rien d'exceptionnel
3. Les apparences
4. Comme chez vous
5. Jamais sans la MIF
6. Lâcher prise
7. Sous la carapace
8. Sans issue
9. Le Bruit qui court
10. Horizons

### Neuvième saison (2022)
La neuvième saison est composée de dix épisodes. Elle est centrée sur le personnage de Maya Etienne (Ayumi Roux) et du chagrin d'amour provoqué par sa rupture ainsi que de son mal-être dû à des blessures du passé.
1. Tout va bien
2. Des raisons
3. Fissure
4. Un pas en avant
5. La Lune est magnifique
6. Lola
7. Dégage
8. L'Échappée belle
9. Le Monde s'écroule
10. Je vous aime

### Dixième saison (2022)
La dixième saison est composée de dix épisodes. Elle est centrée sur le personnage d'Anaïs Rocha (Zoé Garcia) et de la question du viol, du consentement, et du féminisme.
1. Le Retour
2. Piégée
3. Ma faute
4. Punching-ball
5. Deuxième round
6. Nos douleurs
7. Révélation
8. Warrior
9. L'Épreuve finale
10. Promo 2022

### Onzième saison (2023)
La onzième saison est composée de dix épisodes. Elle est centrée sur le personnage de Rym Brahimi (Carla Souary) et de la question de la délinquance, des ados placés en foyers d'accueil, de l'autodestruction et de la réinsertion.
1. Faux départ
2. Pas si seule
3. Bad trip
4. Tout brûler
5. Mauvaise
6. Plus la même
7. Sur le fil
8. La meilleure solution
9. A bout de souffle
10. Préparer la suite

### Douzième saison (2023)
La douzième saison est composée de dix épisodes. Il s'agit de la dernière saison de Skam France diffusée par France Télévisions. Elle est centrée sur le personnage de Maël Le Gall (Miguel Vander Linden) et de l'asexualité.
1. La première fois
2. Jamais simple
3. Garder la face
4. La bonne personne
5. Envie d'avoir envie
6. Perte d'orientation
7. Qui tu es
8. La vie rêvée
9. Epanoui
10. Staycations

## Univers de la série

### Audiences
En avril 2018, la série cumule plus de 4 millions de vues en 1 saisons.
En janvier 2019, la série cumule plus de 9 millions de vues en 2 saisons.
En avril 2019, la série cumule plus de 35 millions de vues sur Youtube en 3 saisons.
En janvier 2020, la série cumule plus de 100 millions de vues en 4 saisons.
En avril 2020, la série cumule plus de 130 millions de vues en 5 saisons.
En janvier 2021, la série cumule plus de 215 millions de vues en 6 saisons.
En mai 2021, la série cumule plus de 250 millions de vues en 7 saisons.
En janvier 2022, la série cumule plus de 300 millions de vues en 8 saisons.
En mai 2022, la série cumule plus de 310 millions de vues en 9 saisons.
En février 2023, la série cumule plus de 400 millions de vues en 10 saisons.
En mai 2023, la série cumule plus de 420 millions de vues en 11 saisons.

### Distinctions
Le 18 juin 2019, Skam France reçoit un Out d'or dans la catégorie « coup d'éclat artistique » pour sa saison 3.